# Antarctisch Plateau

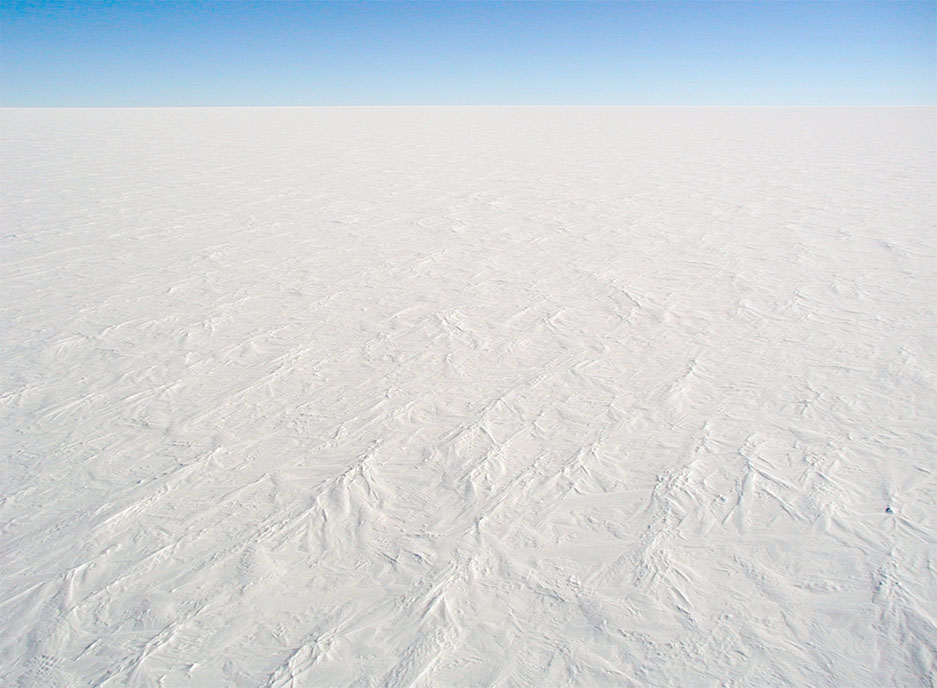
Het hooggelegen vlak en extreem koud Antarctisch Plateau bij Dome C

Het Antarctisch Plateau (ook wel Poolplateau genoemd) is een groot plateau dat zich uitstrekt over bijna duizend kilometer en deel uitmaakt van Oost-Antarctica. Ook de geografische zuidpool is gelegen op deze hoogvlakte die gemiddeld ongeveer 3.000 meter boven de zeespiegel ligt. Deze hoogte samen met de ligging bij de pool zorgt voor de laagste temperaturen ter wereld. 
Op dit plateau is op 10 augustus 2010 een temperatuur van –93,2 °C gemeten. Tot dan toe de laagste buitentemperatuur ooit gemeten. 
Het plateau werd in 1903 ontdekt tijdens de Discovery-expeditie geleid door Robert Falcon Scott. In 1909 gaf Ernest Shackleton het tijdens zijn poging de pool te bereiken de naam Koning Eduard VII Plateau. 

## Bron
1. ↑  Universe Today  - And the Coldest Place on Earth Is …